# 天津浜海図書館

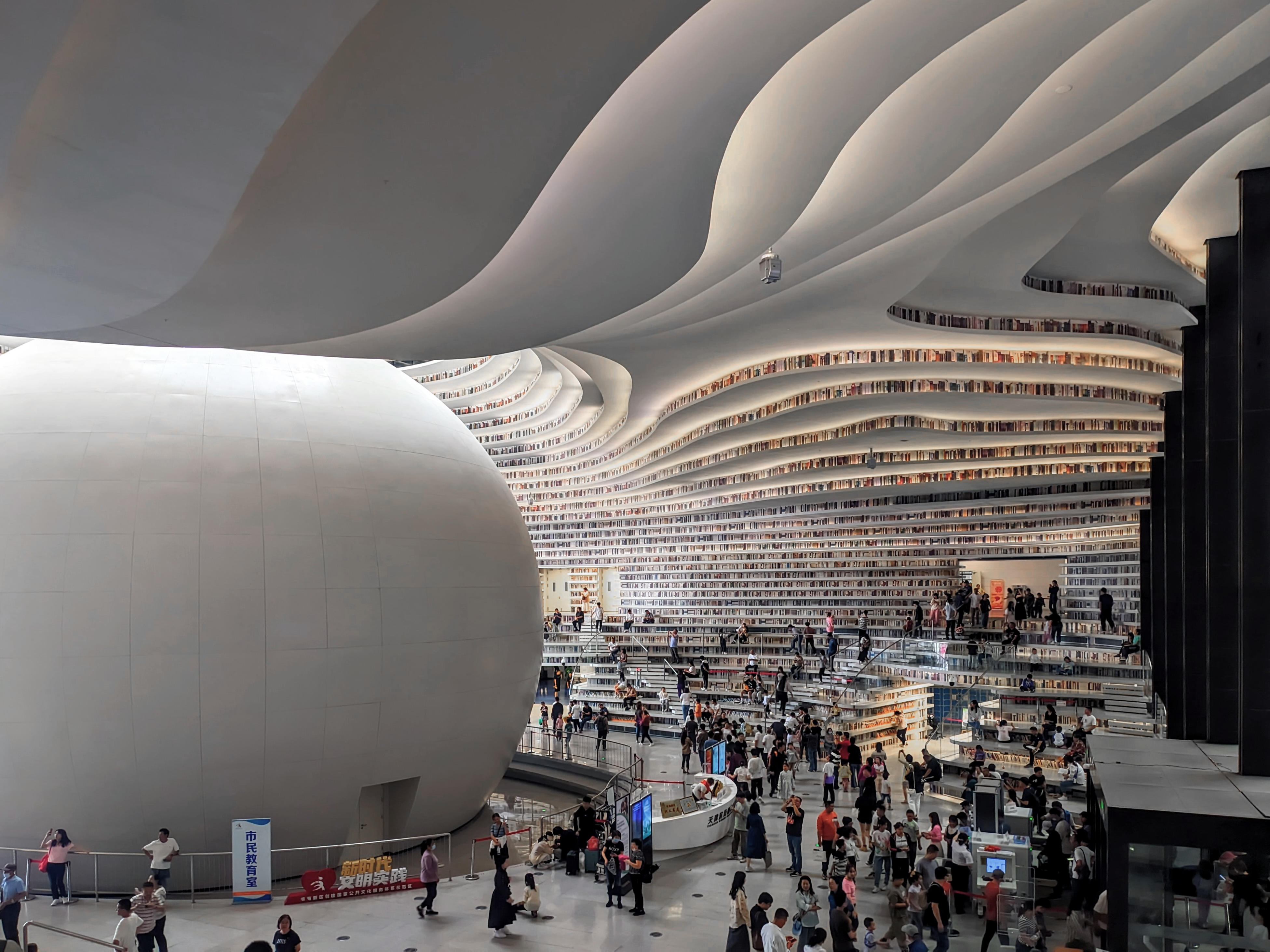

天津浜海図書館は、中華人民共和国天津市にある公立図書館である。2017年にオープンし、天津浜海新区文化センターの一部となる。独特なデザインで図書館建築として評価されている。中国国家１級図書館である。

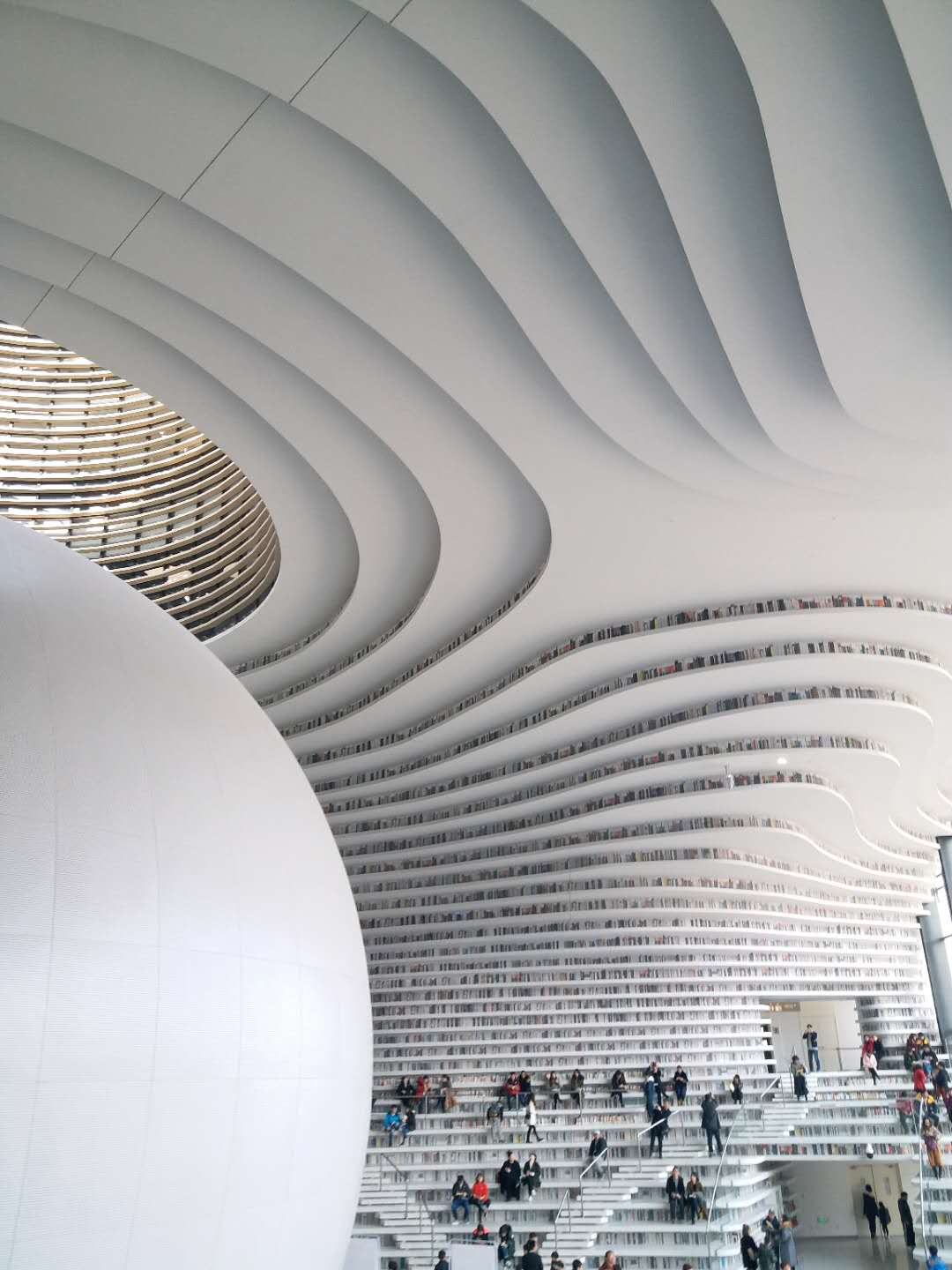
滨海图书馆